# Parquet
Em Direito, Parquet (Pronúncia francesaⓘ; do francês: 'local onde ficam os membros do ministério público fora das audiências', através de petit parc, 'pequeno parque', lugar onde aconteciam as audiências dos procuradores do rei, sob o Ancien Régime), designa o corpo de membros do ministério público. Apesar de o termo não ter referência direta no texto das leis, é de uso frequente no meio jurídico, em despachos e sentenças, quando o juiz se refere ao representante do ministério público.

## Etimologia
Na França, o ministério público (os procuradores-gerais, os procuradores da República) e substitutos) é designado como le Parquet, no jargão judiciário. O termo remonta à Idade Média, aparecendo na expressão parquet des Gens du Roi (literalmente, 'cercado dos funcionários do rei', incluindo tanto os funcionários da judicatura, como os das finanças ou os militares ). A palavra seria originária do francês antigo, significando 'pequeno parque ou espaço cercado'. A origem do emprego da palavra no contexto judiciário é incerta, mas a hipótese mais provável é que os magistrados "de pé" ficassem numa espécie de cercado, separados dos magistrados "sentados". Quanto à designação "magistratura de pé", viria do fato de que os magistrados do ministério público se levantavam para tomar a palavra, contrariamente aos "magistrados sentados", que permaneciam sentados durante toda a audiência.
Posteriormente, o termo seria aplicado também a um tipo de assoalho formado por finos tacos de madeira, de formas diversas, compondo uma espécie de mosaico.